# Gátéri Fehér-tó
Gátéri Fehér-tó este o arie protejată (arie specială de conservare — SAC, sit de importanță comunitară — SCI, arie de protecție specială avifaunistică — SPA) din Ungaria întinsă pe o suprafață de 852,78 ha, integral pe uscat.

## Localizare
Centrul sitului Gátéri Fehér-tó este situat la coordonatele 46°39′09″N 19°59′03″E / 46.6525°N 19.9842°E.

## Înființare
Situl Gátéri Fehér-tó a fost declarat sit de importanță comunitară în mai 2004 pentru a proteja 45 de specii de animale. Alte tipuri de protecție:
- arie de protecție specială avifaunistică (în mai 2004)[2]
- arie specială de conservare (în februarie 2010)[1][3][4]

## Biodiversitate
Situată în ecoregiunea panonică, aria protejată conține 1 habitat natural: Stepe și mlaștini sărate panonice.
La baza desemnării sitului se află mai multe specii protejate:
- păsări (39): privighetoare-de-baltă (Acrocephalus melanopogon), fluierar de munte (Actitis hypoleucos), rață lingurar (Anas clypeata), rață pitică (Anas crecca), rață cârâitoare (Anas querquedula), rață pestriță (Anas strepera), gâscă cenușie (Anser anser), acvilă de câmp (Aquila heliaca), stârc roșu (Ardea purpurea), stârc galben (Ardeola ralloides), rață roșie (Aythya nyroca), buhai de baltă (Botaurus stellaris), chirighiță-cu-obraz-alb (Chlidonias hybridus), barză albă (Ciconia ciconia), erete de stuf (Circus aeruginosus), erete vânăt (Circus cyaneus), dumbrăveancă (Coracias garrulus), egretă albă (Egretta alba), egretă mică (Egretta garzetta), șoim dunărean (Falco cherrug), vânturel de seară (Falco vespertinus), becațină comună (Gallinago gallinago), piciorong (Himantopus himantopus), stârc pitic (Ixobrychus minutus), sfrâncioc roșiatic (Lanius collurio), sfrânciocul cu frunte neagră (Lanius minor), pescăruș-cu-cap-negru (Larus melanocephalus), sitar de mâl (Limosa limosa), stârc de noapte (Nycticorax nycticorax), bătăuș (Philomachus pugnax), lopătar (Platalea leucorodia), țigănuș (Plegadis falcinellus), corcodel-cu-gât-roșu (Podiceps grisegena), corcodel-cu-gât-negru (Podiceps nigricollis), cristei de baltă (Rallus aquaticus), ciocântors (Recurvirostra avosetta), lăstun de mal (Riparia riparia), fluierar de mlaștină (Tringa glareola), fluierarul cu picioare roșii (Tringa totanus)
- amfibieni (2): buhai de baltă cu burta roșie (Bombina bombina), triton cu creastă dobrogean (Triturus dobrogicus)
- mamifere (1): vidră de râu (Lutra lutra)
- nevertebrate (1): fluturele purpuriu (Lycaena dispar)
- pești (1): țipar (Misgurnus fossilis)
- reptile (1): țestoasa de baltă (Emys orbicularis)

Pe lângă speciile protejate, pe teritoriul sitului au mai fost identificate 2 specii de plante, 4 specii de amfibieni, 1 specie de mamifere, 2 specii de reptile.